# 이브닝 와이드
이브닝 와이드는 TBS 교통방송에서 평일 저녁 6시 20분에 방송된 텔레비전 프로그램이다.

## 기획 의도
교통정보와 다양한 정보를 전달하는 텔레비전 프로그램이다.

## 진행자
- 1기 김미지, 윤지연 : 2012.4.4 ~ 2013.3.15

## 구성
- 수도권 오늘
- 헤드라인 이슈
- 교통 날씨 / 한국도로공사 연결
- 머니 키워드
- 전문가 전화연결
- 이슈 & 현장 / 현장 인사이드
- 투데이 톡톡톡
- 도로캐스터
- 투데이 스포츠